# Белзець (Польща)
Белзець, або Белжець (пол. Bełżec, Bełzec) — село в Польщі, у гміні Белзець Томашівського повіту Люблінського воєводства. Центр однойменної гміни. Населення — 2519 осіб (2021).

## Географія
Розташоване неподалік українського кордону, на Закерзонні (в історичному Надсянні).

## Туризм
Белзець — важливий вузол пішохідних і велосипедних туристичних маршрутів, які провадять до найцікавіших місць гміни.

## Історія
Белзець утворився на початку XVI ст. 1 березня 1607 р. король Сигізмунд ІІІ видав привілей белзькому войському Самуелю (Самійлу) Липському, згідно з яким той отримував право заснувати місто на «ґрунтах переворських», поселення отримало міські права (магдебурзьке право), встановлювались ярмарки на дні святих Аґнешки та Вавжинця.
Однак місто не розвинулось в результаті конкуренції з боку Нароля і Томашова Любельського. Недалеко від нього, у Чарнецькій Долині, відбулась, за переказами, сутичка гетьмана Стефана Чарнецького зі шведами; курган, який знаходиться тут недалеко від каплички св. Яна Непомуцького, вважається могилою солдатів, що загинули в цій сутичці. Село стало в 1887 році значним прикордонним пунктом залізниці Львів — Белзець, що спричинило приплив поляків.
За переписом 1900 року в селі було 1753 жителі, за конфесіями: 1280 римокатоликів, 364 греко-католики, 104 юдеї та 5 інших віровизнань.(нім.)
У 1918–1919 р. у Белжці та його околицях відбувались запеклі бої між поляками та українцями під час нападу військ Польщі на ЗУНР.
Станом на 1.01.1939 проживало 2420 осіб, з них 400 українців-греко-католиків, 1900 поляків, 120 євреїв. За іншими місцева греко-католицька парафія налічувала 278 вірян.
У середині вересня 1939 року німці окупували село, але вже 26 вересня 1939 року відступили і передали Червоній армії, оскільки за пактом Ріббентропа-Молотова правобережжя Сяну належало до радянської зони впливу. Однак Сталін обміняв Закерзоння на Литву і на початку жовтня СРСР передав село німцям, південніше села проліг кордон. Найтрагічнішим періодом була німецька окупація, коли гітлерівці заснували тут у 1940 р. концентраційний табір для циган, пізніше для євреїв. В ньому загинуло близько 434,500 осіб., у тому числі близько 1,5 тис. поляків та українців, переважно засуджених за допомогу євреям. На пам'ять жертв нацизму споруджено монументальний мавзолей-музей, відкритий у 2004 р. На військовому цвинтарі відпочивають солдати Вересня, які полягли під Белжецем.
У 1975—1998 роках село належало до Замойського воєводства.

## Населення
Демографічна структура станом на 31 березня 2011 року:
|          | Загалом | Допрацездатний вік | Працездатний вік | Постпрацездатний вік |
| -------- | ------- | ------------------ | ---------------- | -------------------- |
| Чоловіки | 1366    | 288                | 954              | 124                  |
| Жінки    | 1321    | 266                | 780              | 275                  |
| Разом    | 2687    | 554                | 1734             | 399                  |

## Пам'ятки

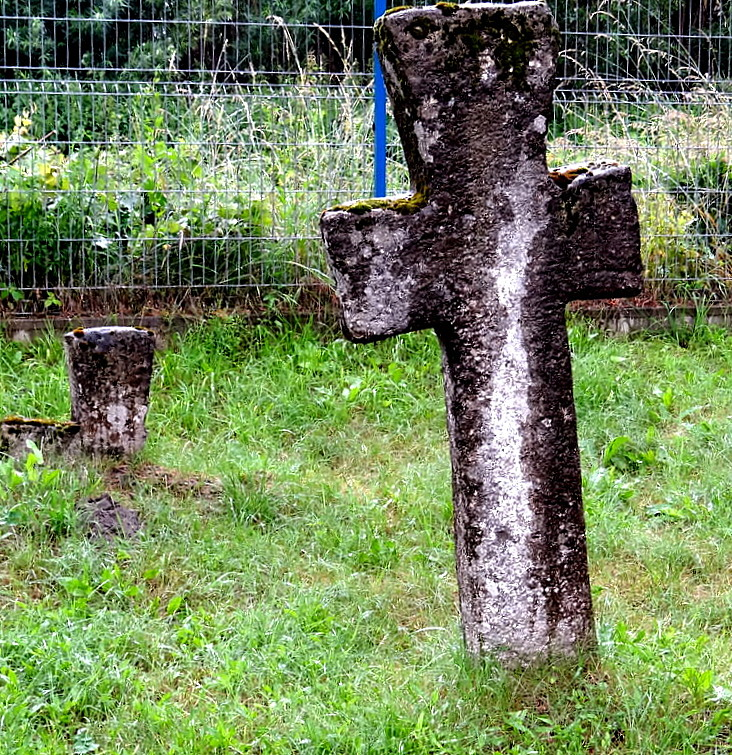
Прицерковний цвинтар

Дерев'яна греко-католицька церква святого Василя Великого у Белзці — це приклад старовинної сакральної архітектури XVIII ст. Зведена 1756 року в Липську, звідки пізніше перенесена в Белзець. У 1838 році перебудована. Була пошкоджена під час Другої світової війни. Після виселення українців у 1947 році використовувалася як шкільний склад. Поруч з церквою міститься цвинтар.
У 1866 році в селі було зведено греко-католицьку плебанію, нині зруйнована. Раніше також існувала греко-католицька капличка святих Павла та Петра.
Тутешній парафіяльний костел з 1912 р. має старовинне обладнання, наприклад, дерев'яну фігуру св. Антонія і ковчеги для святих мощей. На південно-західному кінці села росте історичний екземпляр ялівця звичайного висотою 7,5 м.
Неподалік, у селі Хиже, знаходиться цікава каплиця Непорочного Серця Пресвятої Діви Марії з 1840 р., капличка св. Антонія XIX ст. У багатьох місцевостях збереглись старовинні будинки та обійстя.

## Транспорт

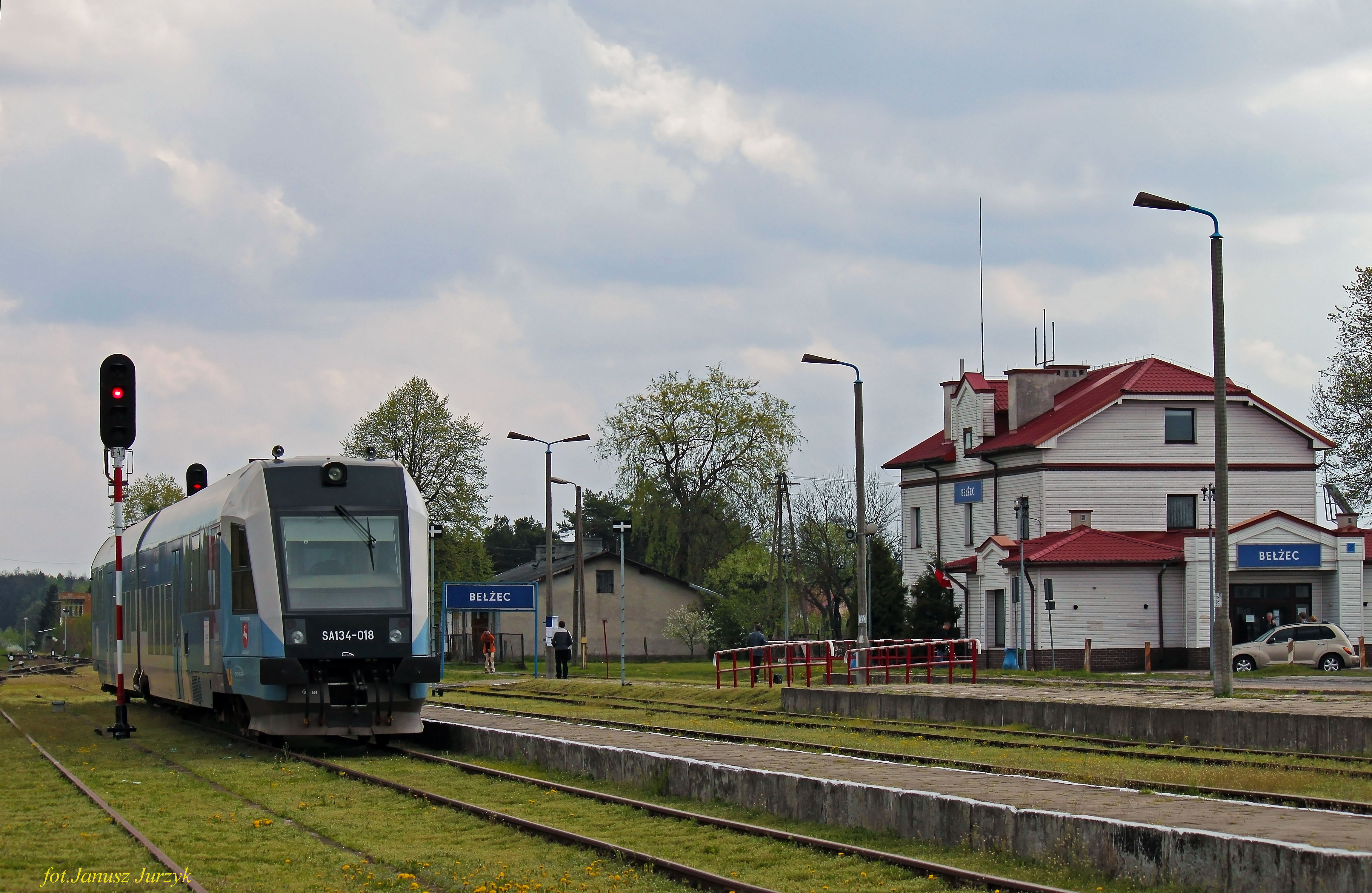
Залізична станція

Через Белзець проходить залізниця, у селі є залізична станція.

## Особистості

### Народилися
- Теодор Яхимович (1800—1889) — український митець-маляр, театральний декоратор.